# CYBA
CYBA (англ. Cytochrome b-245 alpha chain) – білок, який кодується однойменним геном, розташованим у людей на короткому плечі 16-ї хромосоми. Довжина поліпептидного ланцюга білка становить 195 амінокислот, а молекулярна маса — 21 013.
| 10         |  | 20         |  | 30         |  | 40         |  | 50         |
| ---------- |  | ---------- |  | ---------- |  | ---------- |  | ---------- |
| MGQIEWAMWA |  | NEQALASGLI |  | LITGGIVATA |  | GRFTQWYFGA |  | YSIVAGVFVC |
| LLEYPRGKRK |  | KGSTMERWGQ |  | KYMTAVVKLF |  | GPFTRNYYVR |  | AVLHLLLSVP |
| AGFLLATILG |  | TACLAIASGI |  | YLLAAVRGEQ |  | WTPIEPKPRE |  | RPQIGGTIKQ |
| PPSNPPPRPP |  | AEARKKPSEE |  | EAAVAAGGPP |  | GGPQVNPIPV |  | TDEVV      |

A: Аланін

C: Цистеїн

D: Аспарагінова кислота

E: Глутамінова кислота

F: Фенілаланін

G: Гліцин

H: Гістидин

I: Ізолейцин

K: Лізин

L: Лейцин

M: Метіонін

N: Аспарагін

P: Пролін

Q: Глутамін

R: Аргінін

S: Серин

T: Треонін

V: Валін

W: Триптофан

Кодований геном білок за функціями належить до оксидоредуктаз, фосфопротеїнів. 
Задіяний у таких біологічних процесах, як транспорт, транспорт електронів. 
Білок має сайт для зв'язування з іонами металів, іоном заліза, гемом, НАДФ. 
Локалізований у клітинній мембрані, мембрані.